# Alberto Bettiol
Alberto Bettiol (ur. 29 października 1993 w Poggibonsi) – włoski kolarz szosowy.
Kolarstwo uprawiał również jego brat, Cosimo Bettiol.

## Osiągnięcia
Opracowano na podstawie:

2011
- 2. miejsce w mistrzostwach Włoch juniorów (jazda indywidualna na czas)
- 1. miejsce w mistrzostwach Europy juniorów (jazda indywidualna na czas)
- 1. miejsce w Giro della Lunigiana
  - 1. miejsce na 1. i 3. etapie

2013
- 3. miejsce w Gran Premio della Liberazione
- 3. miejsce w mistrzostwach Włoch do lat 23 (start wspólny)

2016
- 3. miejsce w Tour de Pologne
  - 1. miejsce w klasyfikacji punktowej
- 2. miejsce w Bretagne Classic Ouest-France

2018
- 1. miejsce na 1. etapie Tirreno-Adriático (jazda drużynowa na czas)

2019
- 1. miejsce w Ronde van Vlaanderen
- 2. miejsce w mistrzostwach Włoch (jazda indywidualna na czas)
- 3. miejsce w mistrzostwach Włoch (start wspólny)

2020
- 2. miejsce w Étoile de Bessèges
  - 1. miejsce na 5. etapie

2021
- 1. miejsce na 18. etapie Giro d’Italia

2022
- 2. miejsce w Étoile de Bessèges

2023
- 1. miejsce w prologu Tour Down Under

2024
- 3. miejsce w Étoile de Bessèges
- 1. miejsce w Mediolan-Turyn
- 1. miejsce w Boucles de la Mayenne
  - 1. miejsce na 2. etapie
- 2. miejsce w Grosser Preis des Kantons Aargau
- 1. miejsce w mistrzostwach Włoch (start wspólny)

## Rankingi
| Rok              | 2013 | 2014 | 2015 | 2016 | 2017 | 2018  | 2019 | 2020 | 2021 | 2022 | 2023 | 2024 |
| ---------------- | ---- | ---- | ---- | ---- | ---- | ----- | ---- | ---- | ---- | ---- | ---- | ---- |
| UCI World Tour   |      | -    | -    | 20.  | 106. | 339.  |      |      |      |      |      |      |
| World Ranking    |      |      |      | 47.  | 136. | 1756. | 52.  | 61.  | 275. | 100. | 162. | 43.  |
| UCI Europe Tour  | 474. |      |      | 799. | 283. | -     | 40.  | 51.  | 232. | 84.  | -    | 33.  |
| UCI Asia Tour    | -    |      |      | -    | -    | 516.  |      |      |      |      |      |      |
| UCI America Tour | 171. |      |      | 506. | -    | -     |      |      |      |      |      |      |
|                  |      |      |      |      |      |       |      |      |      |      |      |      |
| Źródło: UCI      |      |      |      |      |      |       |      |      |      |      |      |      |